# Hình chữ nhật tỷ lệ vàng

Hình chữ nhật tỷ lệ vàng (màu hồng) với cạnh dài a và cạnh ngắn b, khi đặt cạnh hình vuông có cạnh a, sẽ tạo thành hình chữ nhật đồng dạng tỷ lệ vàng với cạnh dài a + b và cạnh ngắn a. Đây cũng minh họa cho liên hệ

Trong hình học, hình chữ nhật tỷ lệ vàng là một hình chữ nhật mà tỷ số giữa cạnh dài và cạnh nhỏ là tỷ lệ vàng, kí hiệu là {\displaystyle \varphi } (chữ cái Hy Lạp phi), với tỉ lệ vàng {\displaystyle \varphi ={\tfrac {1+{\sqrt {5}}}{2}}}, xấp xỉ bằng 1,618.

## Dựng hình

Một cách dựng hình chữ nhật tỷ lệ vàng. Ban đầu dựng một hình vuông (cạnh đỏ). Sau đó tại trung điểm trên một cạnh dựng đường tròn có tâm tại điểm này và bán kính bằng khoảng cách từ điểm này đến 2 đỉnh còn lại của hình vuông. Đoạn thẳng chứa tâm hình tròn cắt đường tròn tại một trong hai điểm chính là đỉnh thứ ba của hình chữ nhật tỷ lệ vàng.

Có thể dựng hình chữ nhật tỷ lệ vàng bằng thước kẻ và compa theo bốn bước cơ bản sau:
1. Dựng một hình vuông có các cạnh bằng nhau.
2. Nối một đoạn thẳng từ trung điểm của một cạnh hình vuông đến một trong hai đỉnh đối diện với cạnh đó.
3. Sử dụng đoạn thẳng này làm bán kính của một đường tròn với trung điểm là tâm để tìm được cạnh dài của hình chữ nhật.
4. Sau đó dựng được đỉnh còn lại của hình chữ nhật.

## Liên hệ với đa giác đều và đa diện đều
Một điểm đặc biệt của hình chữ nhật tỷ lệ vàng là khi xóa đi phần hình vuông trong nó, thì hình chữ nhật còn lại cũng là một hình chữ nhật tỷ lệ vàng; tức là tỉ số của các cạnh của nó cũng bằng tỉ số với hình chữ nhật ban đầu. Việc xóa hình vuông có thể thực hiện vô số lần, mà từ đó mỗi góc của hình vuông sẽ tạo thành một đỉnh vô hạn nằm trên đường xoắn ốc vàng (golden spiral), một đường xoắn ốc logarit duy nhất có tính chất này.

Ba hình chữ nhật tỷ lệ vàng trong đa diện đều 20 mặt.

Có một cách khác để dựng hình chữ nhật tỷ lệ vàng sử dụng ba đa giác đều nội tiếp trong cùng một đường tròn: một thập giác đều, lục giác đều, và ngũ giác đều. Các cạnh tương ứng của chúng a, b, và c thỏa mãn đẳng thức a2 + b2 = c2, do vậy các cạnh của chúng tạo thành một tam giác vuông (theo định lý Pythago đảo). Mặt khác có thể chứng minh được tỉ số cạnh của lục giác đều chia cho cạnh thập giác đều là tỷ lệ vàng, do vậy tam giác vuông thu được là một nửa của hình chữ nhật tỷ lệ vàng.
Bao lồi của hai cạnh đối diện của một đa diện đều 20 mặt tạo thành một hình chữ nhật tỷ lệ vàng. Mười hai đỉnh của đa diện đều 20 mặt có thể phân ra thành bộ ba hình chữ nhật tỷ lệ vàng có diện tích bằng nhau, mà khi nối các đường biên này lại được các vành Borromean.

## Ứng dụng
Theo như nhà toán học và thiên văn vật lý Mario Livio, kể từ tác phẩm Divina Proportione của Luca Pacioli xuất bản năm 1509, khi "với cuốn sách của Pacioli, tỷ lệ vàng bằng đầu xuất hiện trong các nghiên cứu của các nghệ sĩ mà không quá thiên về mặt toán học, mà từ đó chúng được áp dụng thực sự trong thực tế", nhiều nghệ sĩ và kiến trúc sư đã bị cuốn hút bởi giả định rằng hình chữ nhật tỷ lệ vàng được coi là dễ chịu về mặt thẩm mỹ. Tỷ lệ hình chữ nhật vàng đã được tìm thấy trong các tác phẩm có trước cuốn sách của Pacioli.

## Sử dụng khác
Công trình biệt thự Stein của Le Corbusier năm 1927 tại Garches có nhiều đặc điểm bao gồm mặt bằng, mặt đứng và cấu trúc bên trong có tỷ số xấp xỉ hình chữ nhật tỷ lệ vàng.
Trong ngành hậu cần, diện tích hình chữ nhật bao quanh hai thị trấn Milton Keynes và Rugby trên hai đường cao tốc M1/M6 ở Anh đã từng được xem như là "Golden Rectangle", và các nhà phát triển bất động sản đã coi vùng thương mại lịch sử của Edinburgh như là "Golden Rectangle".

## Xem thêm

Một đường xoắn ốc vàng (golden sprial) được dựng từ các hình vuông và hình chữ nhật tỷ lệ vàng.